# Cechy rzemieślnicze w Polsce
Cechy rzemieślnicze w Polsce – zrzeszenia samorządu rzemieślniczego, które ma na celu podnoszenie kwalifikacji zawodowych, jak również obronę praw i interesów członków oraz organizowanie samopomocy. 
Cech rzemieślniczy ustanowiony został ustawą z 1927 r. – Prawo przemysłowe oraz rozporządzeniem Ministra Przemysłu i Handlu z 1936 r. o cechach rzemieślniczych.

## Pojęcie rzemiosła
Według ustawy z 1927 r. za rzemiosło uważano rodzaje przemysłu o ile nie były prowadzone sposobem przemysłowym. Rzemiosło stanowiło drobną wytwórczość o charakterze przemysłowym. Minister Przemysłu i Handlu w oparciu o opinię izb przemysłowo-handlowych i izb rzemieślniczych zmieniał i poszerzał – w drodze rozporządzenia – listę rzemiosł, włączając do niej poszczególne rodzaje i gałęzie rzemiosła. Podstawą prowadzenia zawodu była karta rzemieślnicza, wydawana po stwierdzeniu uzdolnień zawodowych.

## Zadania cechów rzemieślniczych
W celu wykonaniu swych ustawowych zadań cech:
- prowadzi działalność kulturalno-oświatową i towarzyską dla członków cechu oraz ich rodzin i pracowników;
- opiekuje się młodzieżą rzemieślniczą, pozostającą na nauce u członków cechu, organizując, prowadząc lub popierając bursy, patronaty, świetlice, czytelnie, poradnie zawodowe;
- przesyła odpisy umów o naukę, zawieranych przed cechem pomiędzy członkami cechu a uczniami rzemieślniczymi, właściwej izbie rzemieślniczej do rejestracji oraz uwierzytelnia świadectwa przebytej lub ukończonej nauki;
- rozstrzyga poddane jego orzecznictwu spory, wynikłe ze stosunku nauki rzemiosła;
- organizuje, prowadzi lub popiera szkoły, kursy dokształcające, zawodowe, odczyty, konkursy, wystawy, wycieczki dla członków cechu oraz ich pracowników i uczniów;
- organizuje i prowadzi kasy i fundusze zapomogowe (pogrzebowe, sieroce) dla członków cechu oraz ich rodzin i pracowników.

## Władze cechu
Władzami cechu były:
- walne zebranie cechu;
- zarząd cechu;
- komisja rewizyjna.

### Zakres działania walnego zebrania cechu
Do zakresu działania walnego zebrania cechu (zebrania delegatów) należał:
- wybór członków zarządu, komisji rewizyjnej i sądu polubownego;
- uchwalenie budżetu, w szczególności wpisowego i składki rocznej, oraz wydatków, które nie były przewidziane w budżecie;
- rozpatrzenie i zatwierdzenie rocznych sprawozdań rachunkowych;
- powzięcie uchwał w sprawie nabycia, zbycia lub obciążenia nieruchomości;
- ustanowienie górnej granicy zadłużenia cechu i upoważnienie zarządu do zaciągania pożyczek;
- zbycie ruchomości cechu, posiadających wartość historyczną, artystyczną lub naukową;
- uchwalenie regulaminu kasy zapomogowej i kasy pogrzebowej oraz sądu polubownego;
- zmiana statutu;
- wykluczenie członka z cechu i przyjęcie go ponowne na wniosek zarządu;
- przyznanie na wniosek zarządu tytułu członka honorowego;
- powzięcie uchwały o likwidacji cechu;
- powzięcie uchwal we wszystkich sprawach, przedstawionych zebraniu przez zarząd lub izbę rzemieślniczą oraz w innych ważnych sprawach, określonych bliżej w statucie.

### Zakres działania zarządu cechu
Do zakresu działania zarządu cechu należało:
- zarządzanie majątkiem cechu;
- załatwianie spraw bieżących;
- zwoływanie walnego zebrania (zebrania delegatów) i przygotowanie wniosków do uchwały zebrania;
- przyjmowanie i zwalnianie pracowników biura cechu oraz ustalanie ich wynagrodzenia;
- przyjmowanie zawieranych przed cechem umów o naukę;
- wydawanie świadectw ukończenia nauki w rzemiośle;
- załatwianie wszystkich spraw, niezastrzeżonych walnemu zebraniu cechu (zebraniu delegatów).

### Zadania komisji rewizyjnej
Zadaniem komisji rewizyjnej było zbadać:
- prawidłowość wykonanie budżetu,
- poprawność zamknięcia rachunków,
- sposobu prowadzenia ksiąg rachunkowych,
- prawidłowość zabezpieczenia dowodów kasowych i korespondencji cechu,
- postawienie na walnym zebraniu cechu (zebranie delegatów) wniosku o udzielenie lub nieudzielenie zarządowi absolutorium.

## Obowiązki członka cechu
Obowiązkiem członka cechu było;
- przyczynianie się do osiągnięcia zadań cechu;
- stosowanie się do przepisów statutu, uchwał walnego zebrania cechu (zebrania delegatów) i zarządzeń, wydanych przez zarząd;
- wpłacenie przy wstąpieniu do cechu wpisowego oraz uiszczanie rocznej składki w wysokości, ustalonej w statucie.

## Okręgi izb rzemieślniczych
Okręgi izb rzemieślniczych obejmowały następujące obszary:
- Izba rzemieślnicza w Warszawie – m. st. Warszawa.
- Izba rzemieślnicza we Włocławku – województwo warszawskie.
- Izba rzemieślnicza w łodzi – województwo łódzkie.
- Izba rzemieślnicza w Kielcach – województwo kieleckie.
- Izba rzemieślnicza w Białymstoku – województwo białostockie.
- Izba rzemieślnicza w Lublinie – województwo lubelskie.
- Izba rzemieślnicza w Krakowie – województwo krakowskie.
- Izba rzemieślnicza we Lwowie – województwo lwowskie.
- Izba rzemieślnicza w Stanisławowie – województwo stanisławowskie.
- Izba rzemieślnicza w Tarnopolu – województwo tarnopolskie,
- Izba rzemieślnicza w Poznaniu – powiaty województwa poznańskiego: gostyński, grodziski, jarociński, kępiński, kościański, koźmiński, krotoszyński, leszczyński, międzychodzki, nowotomyski, obornicki, odolanowski, ostrowski, ostrzeszowski, pleszewski, poznański, rawicki, szamotulski, śmigielski, śremski, średzki, wolsztyński i wrzesiński.
- Izba rzemieślnicza w Bydgoszczy – powiaty województwa poznańskiego: bydgoski, chodzieski, czarnkowski, gnieźnieński, inowrocławski, mogileński, strzeliński, szubiński, wągrowiecki, wyrzyski i żniński.
- Izba rzemieślnicza w Grudziądzu – województwo pomorskie.
- Izba rzemieślnicza w Wilnie – województwo wileńskie.
- Izba rzemieślnicza w Nowogródku – województwo nowogródzkie.
- Izba rzemieślnicza w Brześciu nad Bugiem – województwo poleskie.
- Izba rzemieślnicza w Łucku – województwo wołyńskie.